# ドメスティックバイオレンスで出場停止となったメジャーリーグベースボール選手一覧

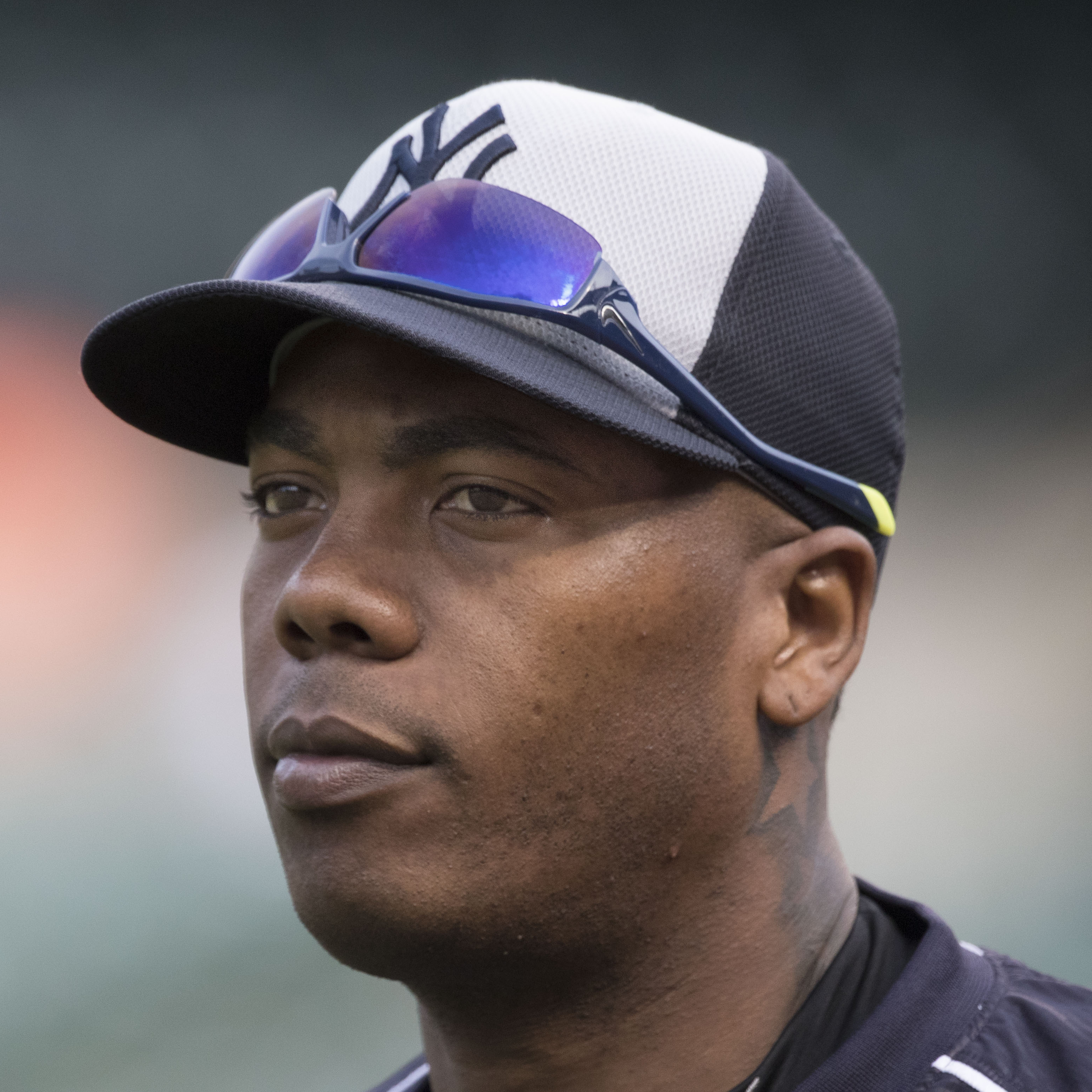
アロルディス・チャップマンはMLBから初めてドメスティックバイオレンスで出場停止となった選手

ドメスティックバイオレンスで出場停止となったメジャーリーグベースボール選手一覧（ドメスティックバイオレンスでしゅつじょうていしとなったメジャーリーグベースボールせんしゆいちらん）は、メジャーリーグベースボール（以下：MLB）からドメスティックバイオレンス（以下：DV）で出場停止となった選手の一覧である。
2015年8月、MLBとMLB選手会はDVに関する規定を共同声明で発表した。この声明によると、コミッショナーが全選手を対象として、最長7日間調査実施し、DV、性的暴行、児童虐待の疑いがある選手を休職扱いで出場停止にすることができる。コミッショナーが出場停止、復帰、刑事訴訟が終結するまで出場停止などの処分を執行すること権限がある。程度の差は問われない。出場停止となった選手はMLBからDVに関するトレーニングをスプリングトレーニング中に受けることになる。コミッショナーの裁量で処分が決まるため、トレバー・バウアーの様な不起訴であるにもかかわらず出場停止になる場合もある。
2015年に規定ができる以前はMLBからDVで出場停止となったのは1997年のレッドソックスのウィル・コルデロのみだった。2016年3月、アロルディス・チャップマンが交際相手に対して暴行を行い、規定ができてから初めて出場停止処分を受けた選手となった

## 出場停止となった選手一覧
| 選手名前                   | 所属球団                     | 出場停止日    | 出場停止期間              | 出典          |
| -------------------------- | ---------------------------- | ------------- | ------------------------- | ------------- |
| ウィル・コルデロ           | ボストン・レッドソックス     | 1997年7月4日  | 8試合                     | [ 7 ]         |
| フリオ・マテオ             | シアトル・マリナーズ         | 2007年5月6日  | 10試合                    | [ 8 ]         |
| アロルディス・チャップマン | ニューヨーク・ヤンキース     | 2016年3月1日  | 30試合                    | [ 6 ]         |
| ホセ・レイエス             | コロラド・ロッキーズ         | 2016年5月13日 | 51試合                    | [ 9 ] [ 10 ]  |
| エクトル・オリベラ         | アトランタ・ブレーブス       | 2016年5月26日 | 82試合                    | [ 11 ]        |
| ジェウリス・ファミリア     | ニューヨーク・メッツ         | 2017年3月29日 | 15試合                    | [ 12 ]        |
| デレク・ノリス             | FA                           | 2017年9月1日  | シーズン終了まで          | [ 13 ]        |
| スティーブン・ライト       | ボストン・レッドソックス     | 2018年3月23日 | 15試合                    | [ 14 ]        |
| ホセ・トーレス             | サンディエゴ・パドレス       | 2018年6月8日  | 100試合                   | [ 15 ]        |
| ロベルト・オスナ           | トロント・ブルージェイズ     | 2018年6月22日 | 75試合                    | [ 16 ]        |
| アディソン・ラッセル       | シカゴ・カブス               | 2018年9月21日 | 40試合                    | [ 17 ]        |
| オデュベル・ヘレーラ       | フィラデルフィア・フィリーズ | 2019年7月5日  | シーズン終了まで(85試合)  | [ 18 ]        |
| フリオ・ウリアス           | ロサンゼルス・ドジャース     | 2019年8月17日 | 20試合                    | [ 19 ]        |
| ドミンゴ・ヘルマン         | ニューヨーク・ヤンキース     | 2020年1月2日  | 81試合                    | [ 20 ]        |
| サム・ダイソン             | FA                           | 2021年3月5日  | 162試合                   | [ 21 ]        |
| トレバー・バウアー         | ロサンゼルス・ドジャース     | 2022年4月29日 | 324試合 (後に、194試合に) | [ 22 ] [ 23 ] |
| カルロス・マルティネス     | FA                           | 2022年9月1日  | 85試合                    | [ 24 ]        |
| ジミー・コルデロ           | ニューヨーク・ヤンキース     | 2023年7月5日  | シーズン終了まで(76試合)  | [ 25 ]        |